# Biennio rosso
Le biennio rosso (en français, « Les deux années rouges ») (1919-1920) est le nom donné à la période de l'histoire de l'Italie qui suit la Première Guerre mondiale et pendant laquelle se produisirent, surtout en Italie du Nord, des mobilisations paysannes, des manifestations ouvrières, des occupations de terrains et d'usines suivies parfois de tentatives d'autogestion. L'agitation s'étendit jusqu'aux zones rurales de la plaine du Pô avec des piquets de grève, des grèves et des affrontements violents.

## La révolution mondiale
Après la révolution bolchévique de 1917 et l'émergence d'une conscience de classe chez les paysans et les ouvriers d'Europe, apparaissent les premières craintes dans la bourgeoisie et les classes moyennes, qui voient dans l'affirmation du bolchévisme, la fin des privilèges et des biens acquis. Cette peur des démocraties occidentales est renforcée par le fait que la Russie soviétique s'active dans la propagation du communisme dans les pays européens.
Lénine incite à la création de partis communistes dans le monde entier qui doivent se séparer des partis sociaux-démocrates chauvins, rejeter le système parlementaire et démocratique, pour prolonger la révolution démarrée en Russie. Le parti bolchévique décide de regrouper en organisation internationale l'ensemble des partis communistes, le Komintern (ou Internationale communiste, la IIIème internationale). Son programme est la révolution prolétarienne mondiale. En 1920 à Moscou, le IIe congrès du Komintern élabore un document en 21 points qui conditionnent l'adhésion à l'internationale communiste. Les 21 points impliquent une inféodation des communistes européens au parti bolchévique, ces points déclenchent un clivage des socialistes réformistes et des communistes, et provoque une scission au sein de nombreux partis socialistes européens.

## L'agitation en Europe
Entre 1919 et 1920, l'Europe est touchée par une vague de grèves et de manifestations de travailleurs qui revendiquent l'augmentation des salaires et la journée de 8 heures. Les luttes ne se limitent pas aux syndicats : des conseils ouvriers prennent le pouvoir dans des usines, créés spontanément sur le modèle des Soviets russes, qui se veulent les représentants de la classe ouvrière de la société communiste. L'intensité et les conséquences des luttes ouvrières sont différentes suivant les États:
- En Allemagne, les conseils ouvriers et des soldats occupent les usines et les sièges des journaux, ils participent à la gestion des sociétés et imposent leurs conditions à l'État. Berlin est l'objet de nombreux affrontements, manifestations, et tentatives de révolutions et d'insurrections.
- En Autriche, les communistes essayent de pousser le peuple à la révolution, mais sans résultat.
- En Hongrie, les socialistes et les communistes hongrois créent la République des conseils de Hongrie clairement inspirée du modèle soviétique. Le projet est d'élargir l'expérience à l'Autriche, mais les communistes hongrois se retrouvent isolés et échouent.

## L'agitation en Italie
En Italie, le biennio rosso est caractérisé par l'irruption sur la scène politique de nouveaux secteurs sociaux, de nouvelles idées et de nouveaux projets destinés à rénover profondément la vie politique et sociale.
L'événement qui marque avec force la naissance du biennio rosso est la vague d'émeutes contre la vie chère qui traverse toute la péninsule entre le printemps et l'été 1919, tandis que le mouvement paysan grossit en une série d'occupations des terres. Les socialistes organisent une grève générale internationale (20-21 juillet) pour défendre les républiques socialistes qui ont émergé en Russie et en Hongrie contre l'agression militaire des puissances victorieuses de la première guerre mondiale.
« Ces centaines de milliers d'ouvriers, avec ou sans armes, qui travaillaient, dormaient et veillaient dans les usines, pensaient que les jours extraordinaires qu'ils vivaient étaient la "révolution en marche". » Des soldats se mutinent pour ne pas être envoyés en Albanie.
En novembre 1919 ont lieu des élections à la proportionnelle, à la demande des partis socialiste et populaire. L'élection est un scrutin de listes, et non de candidats individuels qui sont trop souvent « parrainés ». Les deux partis de masse remportent les élections : le Parti socialiste, qui s'affirme comme le premier parti avec 32 % des voix et le parti populaire, qui obtient pour sa première élection 20 % des voix. Ces résultats ne garantissent pas, toutefois, la stabilité du pays et le PSI, qui a plus de poids, continue à rejeter toute alliance avec les partis « bourgeois ». Le nombre d'adhérents au Parti socialiste passent de 50 000 à 200 000 en deux ans.
L'Italie connaitra le mouvement de la marche sur Rome[à vérifier] , une alliance entre populaires et libéraux.
Après les grèves et les occupations de terres, en 1920, les manifestations s'amplifient avec l'occupation des usines. La FIOM (syndicat de la métallurgie) demande le renouvellement de l'accord sur les augmentations de salaires et d'autres exigences que les industriels n'acceptent qu'en partie. La réponse de la classe dirigeante provoque une grande tension qui aboutit au démarrage d'une grève générale. Les industriels décrètent la fermeture des usines.
Au cours de cette période, plusieurs actes de violence ont lieu à l'encontre de propriétaires fonciers, mais surtout à l'encontre des « jaunes » (krumiri en italien) qui ne veulent pas se joindre à la grève.
En août, l'occupation des usines débute, dirigée par les syndicats rouges, et en peu de temps, 300 usines de Turin, Milan et Gênes sont occupées par plus de 400 000 travailleurs. Les travailleurs organisent des milices armées de surveillance et poursuivent la production dans la plupart des usines selon les directives de la FIOM.
L'occupation devait être pour beaucoup le début d'une révolution, mais l'absence de stratégie et de l'incapacité d'étendre le mouvement y met fin.
L'occupation affaiblit le gouvernement Nitti, qui démissionne pour laisser le poste à Giovanni Giolitti, alors âgé de 80 ans. Celui-ci reste neutre malgré la pression des industriels pour faire évacuer les usines par l'armée. Il fait la promotion du dialogue entre la CGL et les industriels, obtenant les augmentations de salaire demandées et la promesse, jamais tenue, d'un contrôle sur la gestion des entreprises. Les usines sont évacuées pacifiquement. 
La fin violente du biennio rosso (227 morts et 1072 blessés en 1920), fait craindre aux industriels et aux bourgeois une possible révolution socialiste.
La crainte de troubles sociaux commence à se répandre, favorisant la montée du fascisme. Parmi les acteurs du biennio rosso, il y a Amadeo Bordiga et Antonio Gramsci, les futurs fondateurs du Parti communiste d'Italie.

## Note
1. ↑  P. Spriano, L'occupation des usines. Italie, 1920; La pensée sauvage, 1974, page 75
2. ↑  Giuseppe Maione, Il biennio rosso. Autonomia e spontaneità operaia nel 1919-1920, Bologne, Il Mulino, 1975